# Nathanael Liminski
Nathanael Liminski (ur. 19 września 1985 w Bonn) – niemiecki polityk, politolog i urzędnik państwowy, działacz Unii Chrześcijańsko-Demokratycznej (CDU), minister w rządzie Nadrenii Północnej-Westfalii, członek Bundesratu.

## Życiorys
W 2005 roku zdał egzamin maturalny. W latach 2006–2010 studiował historię, nauki polityczne oraz prawo publiczne na Uniwersytecie w Bonn. Po ukończeniu studiów rozpoczął pracę w administracji rządowej – w latach 2010–2011 jako referent w dziale planowania Kancelarii Kraju Związkowego Hesja, następnie w latach 2011–2014 jako referent w sztabie kierowniczym Federalnego Ministerstwa Obrony. W 2014 roku pracował jako referent w sztabie kierowniczym Federalnego Ministerstwa Spraw Wewnętrznych. W tym samym roku objął stanowisko dyrektora zarządzającego frakcji CDU w landtagu Nadrenii Północnej-Westfalii, które sprawował do 2017 roku.
W latach 2017–2022 pełnił funkcję sekretarza stanu i szefa Kancelarii Kraju Związkowego Nadrenii Północnej-Westfalii. Od 29 lipca 2022 roku jest ministrem ds. federalnych i europejskich, stosunków międzynarodowych oraz mediów, a także szefem Kancelarii Kraju Związkowego. W Bundesracie zasiada od 30 czerwca 2022 roku jako przedstawiciel Nadrenii Północnej-Westfalii.

## Życie prywatne
Jest żonaty i ma czworo dzieci.